# Oxychilus spectabilis
Oxychilus spectabilis (Milne-Edwards, 1885) é uma espécie de gastrópode da família Oxychilidae, endémica dos Açores.